# Tauriphila xiphea
Tauriphila xiphea är en trollsländeart som beskrevs av Friedrich Ris 1913. Tauriphila xiphea ingår i släktet Tauriphila och familjen segeltrollsländor. Inga underarter finns listade i Catalogue of Life.